# Бергфорс, Никлас
Никлас Пер Олоф Бергфорс (швед. Nicklas Per Olof Bergfors; род. 7 марта 1987, Сёдертелье, Стокгольм) — шведский хоккеист, крайний нападающий. Воспитанник клуба «Сёдертелье».

## Карьера
Начал профессиональную карьеру в 2004 году в составе родного клуба Шведской элитной серии «Сёдертелье», выступая до этого за его фарм-клуб. В дебютном сезоне провёл на площадке 27 матчей, набрав 1 (1+0) очко. В следующем году на драфте Канадской хоккейной лиги был выбран в 1-м раунде под общим 2-м номером клубом «Сент-Джонс Фог Девилз», а на драфте НХЛ он был выбран также в 1 раунде под общим 23 номером клубом «Нью-Джерси Девилз». В том же году принял решение отправиться в Северную Америку, где стал выступать за фарм-клуб «Нью-Джерси» «Олбани Ривер Рэтс», в составе которого в 65 матчах набрал 40 (17+23) очков.
В сезоне 2007/08 стал выступать за новый фарм-клуб «дьяволов» «Лоуэлл Девилз», а также, наконец, получил шанс дебютировать в Национальной хоккейной лиге. Тем не менее, большую часть следующего сезона вновь провёл в «Лоуэлле», набрав 51 (22+29) очко в 66 матчах. Сезон 2009/10 стал для Никласа первым, который он начал в основном составе «Нью-Джерси» — в 54 матчах на его счету было 27 (13+14) очков, однако 5 февраля 2010 года он стал частью обмена Ильи Ковальчука и Ансси Салмелы из «Атланты» в «Девилз».
В составе «дятлов» за оставшуюся часть сезона провёл 27 матчей и набрал 17 (8+9) очков, более того, попал в символическую сборную новичков сезона. Сезон 2010/11 также начал достаточно успешно — в 52 матчах набрал 29 (11+18) очков, однако 28 февраля 2011 года был обменян во «Флориду». Тем не менее, в составе «пантер» Бергфорс не сумел показать достойной игры, и 3 июля 2011 года, после того как он стал неограниченно свободным агентом, он подписал однолетний контракт на $575 000 с клубом «Нэшвилл Предаторз». В составе «хищников» в сезоне 2011/12 провёл лишь 11 матчей, после чего 24 ноября он был выставлен клубом на драфт отказов.
2 декабря 2011 года принял решение вернуться в Европу, заключив соглашение с казанским «Ак Барсом». Спустя пять дней в матче против рижского «Динамо» Никлас дебютировал в Континентальной хоккейной лиге, проведя на площадке чуть больше 12 минут. 23 декабря в игре с новокузнецким «Металлургом» Бергфорс набрал своё первое очко в КХЛ, сделав результативную передачу. Тем не менее, уже 15 января 2012 года руководство казанского клуба приняло решение расстаться с игроком, и в тот же день он подписал контракт с череповецкой «Северсталью».
18 января в матче против новосибирской «Сибири» забросил первую шайбу в КХЛ, которая оказалась победной. Всего за оставшуюся часть сезона Бергфорс принял участие в 19 матчах череповецкого клуба, записав на свой счёт 8 (4+4) очков, после чего руководство «Северстали» приняло решение продлить с ним соглашение ещё на два года.
С 2013 года играл за «Адмирал» из Владивостока. В 2015 году продлил контракт с «Адмиралом» на год.
В декабре 2015 года в рамках обмена перешёл в хабаровский «Амур».

### Международная
В составе сборной Швеции принимал участие в юниорских чемпионатах мира 2004 и 2005 годов, на последнем из которых он вместе с командой стал бронзовым призёром, войдя также в символическую сборную турнира, забросив 6 шайб в 7 матчах. Также Никлас выступал на трёх молодёжных первенствах мира (2005, 2006, 2007). В составе основной сборной Бергфорс был участником этапов Еврохоккейтура в сезонах 2009/10 и 2011/12, проведя 5 матчей без набранных очков.

## Достижения
- Бронзовый призёр юниорского чемпионата мира: 2005
- Член символической сборной юниорского чемпионата мира: 2005
- Юниор года в Швеции: 2005
- Член символической сборной новичков НХЛ: 2010

## Статистика выступлений
Последнее обновление: 24 февраля 2015 года
|                 |                    |                 | Регулярный сезон | Регулярный сезон | Регулярный сезон | Регулярный сезон | Регулярный сезон | Регулярный сезон | Плей-офф | Плей-офф | Плей-офф | Плей-офф | Плей-офф | Плей-офф |
| Сезон           | Команда            | Лига            | Игр              | Г                | П                | Очк              | +/-              | Штр              | Игр      | Г        | П        | Очк      | +/-      | Штр      |
| --------------- | ------------------ | --------------- | ---------------- | ---------------- | ---------------- | ---------------- | ---------------- | ---------------- | -------- | -------- | -------- | -------- | -------- | -------- |
| 2002/03         | Сёдертелье-U18     | Аллсвенскан-U18 | 4                | 4                | 4                | 8                | +2               | 0                | —        | —        | —        | —        | —        | —        |
| 2002/03         | Сёдертелье-U20     | СуперЭлит       | 13               | 1                | 5                | 6                | -4               | 4                | 3        | 1        | 1        | 2        | --       | 21       |
| 2003/04         | Сёдертелье-U18     | Аллсвенскан-U18 | 5                | 14               | 4                | 18               | +12              | 4                | 2        | 0        | 1        | 1        | -4       | 6        |
| 2003/04         | Сёдертелье-U20     | СуперЭлит       | 31               | 13               | 17               | 30               | +7               | 22               | 2        | 1        | 1        | 2        | -1       | 0        |
| 2004/05         | Сёдертелье-U20     | СуперЭлит       | 21               | 18               | 16               | 34               | +18              | 25               | 3        | 0        | 3        | 3        | +1       | 4        |
| 2004/05         | Сёдертелье         | Элитная серия   | 25               | 1                | 0                | 1                | +2               | 2                | 2        | 0        | 0        | 0        | -1       | 0        |
| 2005/06         | Олбани Ривер Рэтс  | АХЛ             | 65               | 17               | 23               | 40               | -11              | 10               | —        | —        | —        | —        | —        | —        |
| 2006/07         | Лоуэлл Девилз      | АХЛ             | 60               | 13               | 19               | 32               | -1               | 8                | —        | —        | —        | —        | —        | —        |
| 2007/08         | Лоуэлл Девилз      | АХЛ             | 66               | 12               | 15               | 27               | -12              | 22               | —        | —        | —        | —        | —        | —        |
| 2007/08         | Нью-Джерси Девилз  | НХЛ             | 1                | 0                | 0                | 0                | -1               | 0                | —        | —        | —        | —        | —        | —        |
| 2008/09         | Лоуэлл Девилз      | АХЛ             | 66               | 22               | 29               | 51               | -3               | 14               | —        | —        | —        | —        | —        | —        |
| 2008/09         | Нью-Джерси Девилз  | НХЛ             | 8                | 1                | 0                | 1                | -1               | 0                | —        | —        | —        | —        | —        | —        |
| 2009/10         | Нью-Джерси Девилз  | НХЛ             | 54               | 13               | 14               | 27               | -7               | 10               | —        | —        | —        | —        | —        | —        |
| 2009/10         | Атланта Трэшерз    | НХЛ             | 27               | 8                | 9                | 17               | -3               | 0                | —        | —        | —        | —        | —        | —        |
| 2010/11         | Атланта Трэшерз    | НХЛ             | 52               | 11               | 18               | 29               | -11              | 6                | —        | —        | —        | —        | —        | —        |
| 2010/11         | Флорида Пантерз    | НХЛ             | 20               | 1                | 6                | 7                | +2               | 2                | —        | —        | —        | —        | —        | —        |
| 2011/12         | Нэшвилл Предэйторз | НХЛ             | 11               | 1                | 1                | 2                | -2               | 2                | —        | —        | —        | —        | —        | —        |
| 2011/12         | Ак Барс            | КХЛ             | 8                | 0                | 1                | 1                | +1               | 2                | —        | —        | —        | —        | —        | —        |
| 2011/12         | Северсталь         | КХЛ             | 13               | 4                | 3                | 7                | --               | 4                | 6        | 0        | 1        | 1        | --       | 0        |
| 2012/13         | Северсталь         | КХЛ             | 45               | 8                | 10               | 18               | 5                | 2                | 9        | 0        | 3        | 3        | -2       | 0        |
| 2013/14         | Адмирал            | КХЛ             | 54               | 17               | 19               | 36               | 15               | 18               | 5        | 1        | 1        | 2        | -6       | 2        |
| 2014/15         | Адмирал            | КХЛ             | 60               | 21               | 23               | 44               | -1               | 14               | -        | -        | -        | -        | -        | -        |
| Всего в НХЛ     | Всего в НХЛ        | Всего в НХЛ     | 173              | 35               | 48               | 83               | -23              | 20               | —        | —        | —        | —        | —        | —        |
| Всего в КХЛ     | Всего в КХЛ        | Всего в КХЛ     | 180              | 50               | 56               | 106              | 20               | 40               | 20       | 1        | 5        | 6        | -8       | 2        |
| Всего в карьере | Всего в карьере    | Всего в карьере | 553              | 155              | 185              | 340              | -12              | 139              | 15       | 1        | 6        | 7        | -5       | 10       |

1 — Переходный турнир.

### Международная
| Турнир   | Место | Игр | Г | П | Очк | +/- | Штр |
| -------- | ----- | --- | - | - | --- | --- | --- |
| ЮЧМ-2004 | 5     | 6   | 1 | 2 | 3   | -1  | 6   |
| ЮЧМ-2005 |       | 7   | 6 | 0 | 6   | +5  | 0   |
| МЧМ-2005 | 6     | 6   | 2 | 1 | 3   | --  | 2   |
| МЧМ-2006 | 5     | 6   | 3 | 3 | 6   | +3  | 2   |
| МЧМ-2007 | 4     | 7   | 0 | 2 | 2   | +1  | 0   |